# Pierre Guichot (arquitecto)

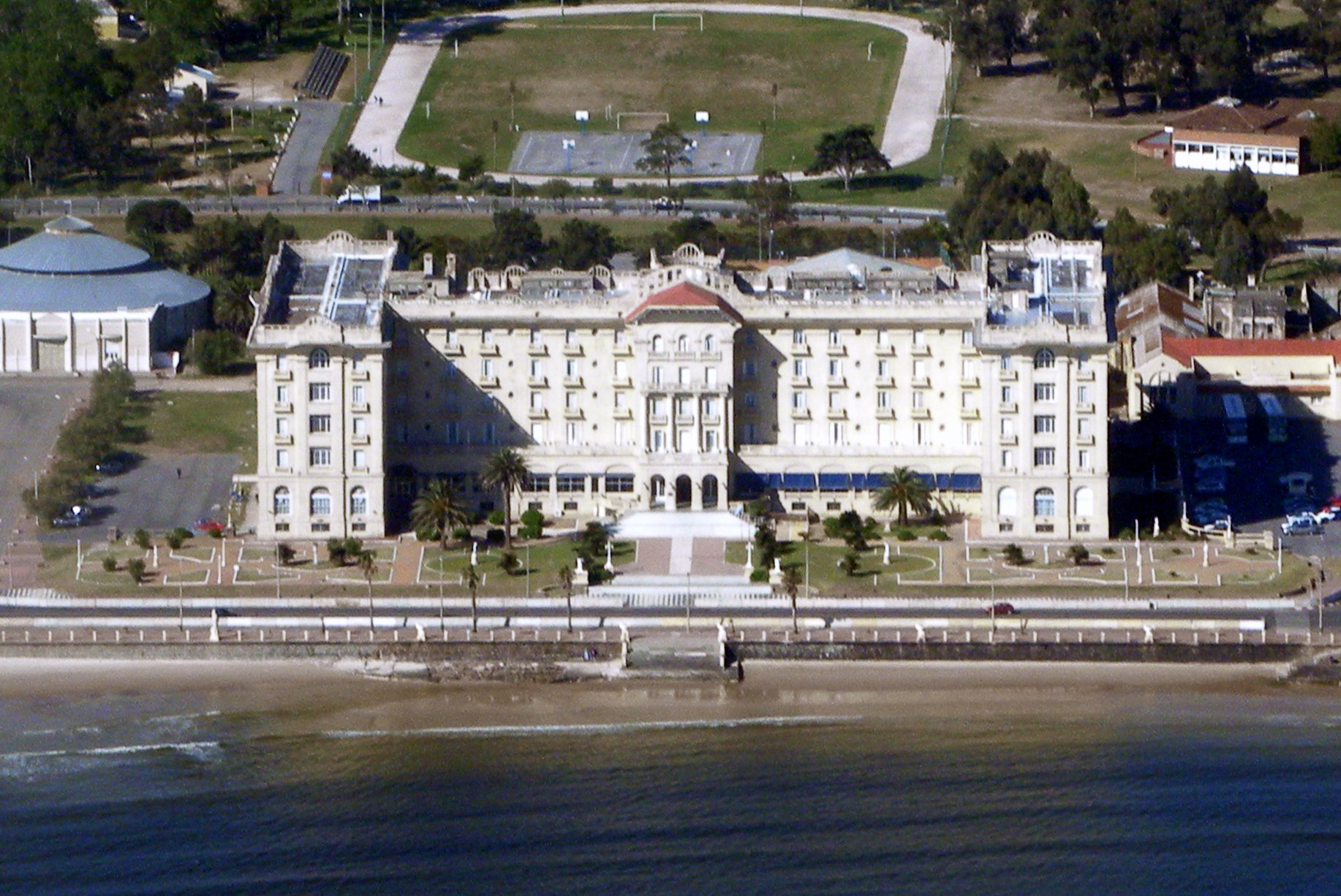
Vista aérea del Hotel Argentino en 2011

Pierre Guichot fue un arquitecto francés, arquitecto de proyectos como el Argentino Hotel de Piriápolis, la vivienda ubicada en Azuniga 1505 en el barrio Recoleta en Buenos Aires, Argentina, entre otras. El Petit Hotel en Riobamba 270 posteriormente demolido, a 2023 estudios del canal Crónica TV. Realizó el proyecto del templete del cerro San Antonio.
Contrajo matrimonio con Carlota Leondrina.

## Obra
La obra de Guichot incluye:
- 1830, Argentino Hotel de Piriápolis, Uruguay.
- La vivienda ubicada en la calle Azuniga 1505, Argentina.
- La vivienda ubicada en la calle French 2287, Argentina.
- La vivienda ubicada en la calle Yrigoyen 2188, Argentina.
- La vivienda y locales ubicados en la Avenida de Mayo 1401, Argentina.
- Pequeño Hotel ubicado en la calle Riobamba 270, Argentina.